# 高森湧水隧道公園
32°48′48.8″N 131°07′21.7″E / 32.813556°N 131.122694°E

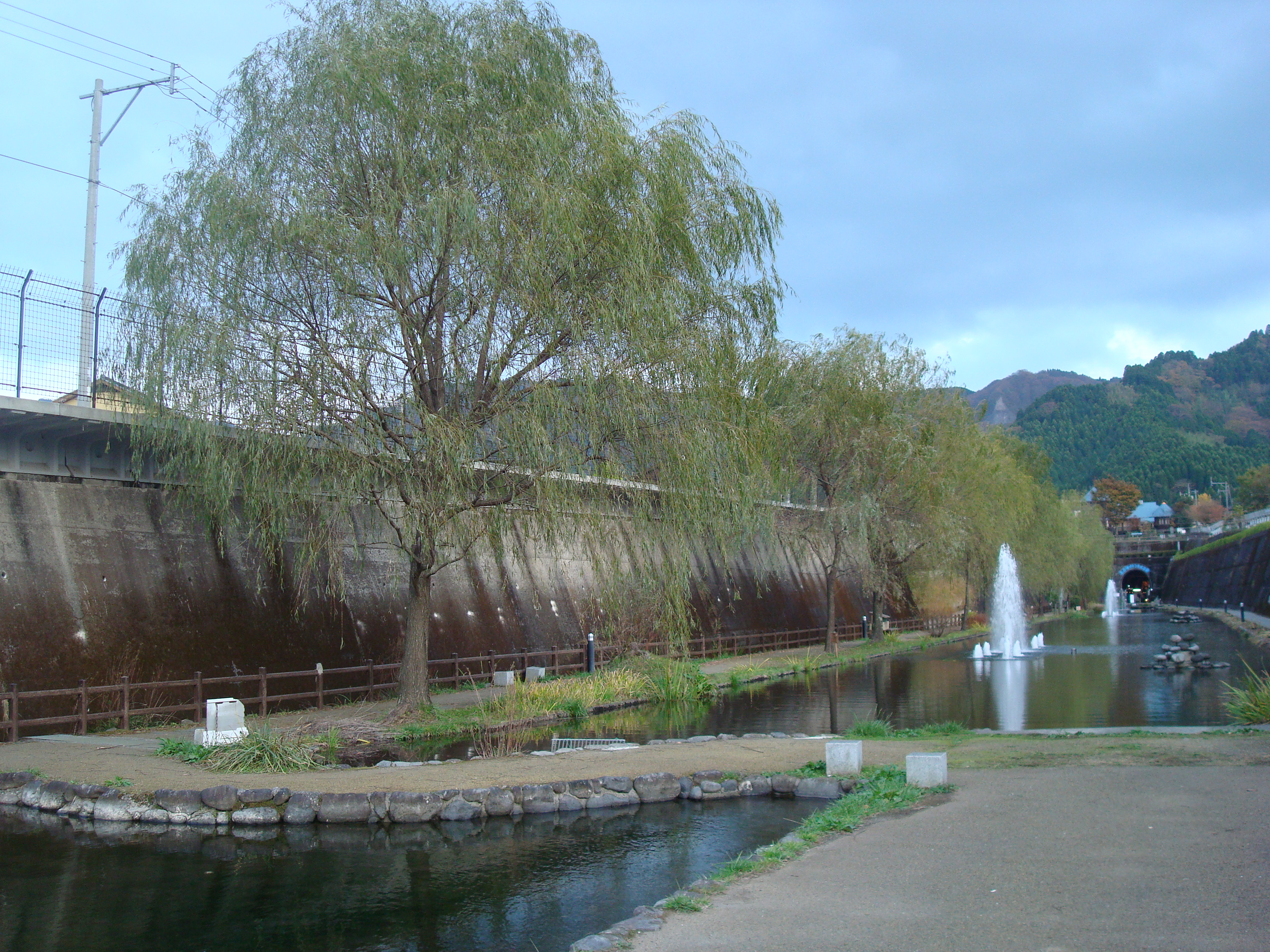
高森湧水隧道公園

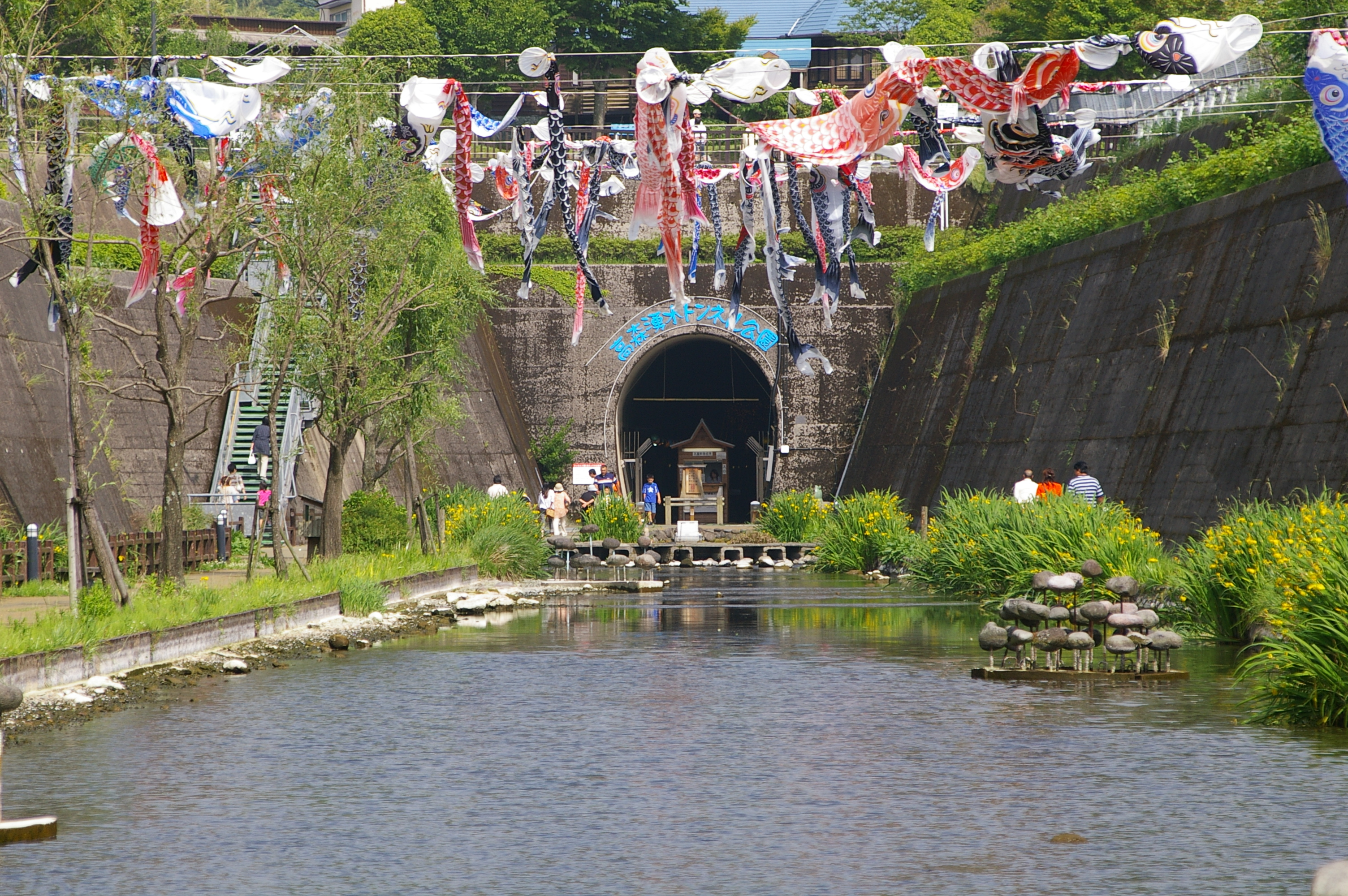
隧道口

高森湧水隧道公園為位於日本熊本縣高森町的一個以隧道為主題的公園。
公園內的隧道原為連結鐵路高森線與高千穗線以完成橫跨中部九州的計畫鐵路的隧道之一，原名為「高森隧道」，計畫長度為6,500公尺，但在1975年的挖掘過程中，在挖掘至2,050公尺時，挖到地下水水脈，湧出每秒36噸的地下水，造成高森町轄內的八個水井乾枯，影響周邊約1,000戶居民及週邊113公頃的農田。1976年決定中止隧道工程，並重新檢討鐵路計畫。1980年國鐵再建法通過，決定全面中止該段鐵路工程。
而工程留下來的未完成鐵路用地在1987年國鐵分割民營化後，由日本國有鐵道清算事業團繼承，1993年轉移給高森町公所。高森町將其規劃為親水公園，隧道上方設立一資料館說明當年隧道工程之狀況，並將隧道內的前550公尺整理後規劃為「高森湧水隧道公園」對外開放。目前隧道內湧出地下水量為每分鐘32噸。

## 外部連結
- （日語） 高森湧水隧道公園 （页面存档备份，存于） - 高森町觀光站